# Tagesschau24
tagesschau24 – kanał informacyjny niemieckiej telewizji publicznej ARD, należący do pakietu kanałów cyfrowych ARD Digital. Został uruchomiony 30 sierpnia 1997 pod nazwą EinsExtra. 1 maja 2012 zmienił nazwę na tagesschau24.
Siedzibą stacji jest Hamburg, zaś rolę zarządzającego nią członka ARD pełni NDR.